# دنیس گودیس
دنیس گودیس (انگلیسی: Denis Godeas؛ زادهٔ ۲۷ ژوئیهٔ ۱۹۷۵) بازیکن فوتبال اهل ایتالیا است.
از باشگاه‌هایی که در آن بازی کرده‌است می‌توان به باشگاه فوتبال مسینا، باشگاه فوتبال کیه‌وو ورونا، باشگاه فوتبال کرمونزه، باشگاه فوتبال ونتزیا، باشگاه فوتبال باری، باشگاه فوتبال اودینزه، باشگاه فوتبال تریستیانا، باشگاه فوتبال دی گرافشاپ، باشگاه فوتبال کومو، باشگاه فوتبال لیورنو، و باشگاه فوتبال پالرمو اشاره کرد.